# Johannes Bach
Johannes Bach (Wechmar, Alemania, 26 de noviembre de 1604 - Erfurt, sepultado el 13 de mayo de 1673) fue un organista y compositor alemán.
Hijo de Johannes (Hans) Bach, perteneciente a la rama de Erfurt, vivió en la difícil época causada por la Guerra de los Treinta Años. Fue discípulo de Johann Christoph Hoffmann en Suhl, en donde se desposó en primeras nupcias con su hija. Recibió en 1635 los empleos de director musical en Erfurt y organista en la Iglesia de los Predicadores (1647). Se casó en segundas nupcias con una Lämmerhirt y compuso varias obras vocales. 
Es el primero del que se conservan obras escritas:
- El aria a 4 Weint nicht um meinem Tod
- El motete coral a 6 Unser Leben ist ein Schatten.

Tuvo cuatro hijos, entre ellos:
- Johannes Christian Bach
- Johann Aegidius Bach
- Johann Nicolaus Bach (1653-1682)